# Júlio Mazzei
Júlio Mazzei (ur. 27 sierpnia 1930 w São Paulo, zm. 10 maja 2009 w Santosie) – brazylijski trener piłkarski, profesor kultury fizycznej.

## Życiorys
Jako trener był jednym z najbardziej szanowanych ludzi w kraju. Pracował w SE Palmeiras, Santos FC i w reprezentacji Brazylii. Przez siedem lat mieszkał w Nowym Jorku, gdzie pracował w lokalnym Cosmosie.
W 1975 roku, był twórcą największego hitu transferowego w piłkarskim świecie, gdyż sprowadził z Santosu FC, największą gwiazdę zespołu, zwanego "Królem futbolu", Pelego.
W 1982 roku, wraz z Cosmosem zdobył mistrzostwo NASL.
Mazzei zmarł 10 maja 2009, w wieku 78 lat. Został pochowany w nekropoli Memorial Necrópole Ecumênica w Santosie. Od wielu lat cierpiał na Alzheimera, a od września 2004 mieszkał w domu opieki w São Paulo.
Córka Mazzeia, Marjorie, zapowiedziała, że planuje stworzenie internetowego pomnika na cześć swego ojca w najbliższej przyszłości.

## Sukcesy

### New York Cosmos
- Mistrz USA: 1982